# 대한민국 상법 제391조의3
대한민국 상법 제391조의3는 이사회의 의사록에 대한 상법 회사법의 조문이다.

## 조문
제391조의3 (이사회의 의사록) (1) 이사회의 의사에 관하여는 의사록을 작성하여야 한다.

(2) 의사록에는 의사의 안건, 경과요령, 그 결과, 반대하는 자와 그 반대이유를 기재하고 출석한 이사 및 감사가 기명날인 또는 서명하여야 한다.

(3) 주주는 영업시간내에 이사회의사록의 열람 또는 등사를 청구할 수 있다.

(4) 회사는 제3항의 청구에 대하여 이유를 붙여 이를 거절할 수 있다. 이 경우 주주는 법원의 허가를 얻어 이사회의사록을 열람 또는 등사할 수 있다.

## 판례
- 상법 제391조의3 제3항, 제466조 제1항에서 규정하고 있는 주주의 이사회의 의사록 또는 회계의 장부와 서류 등에 대한 열람·등사청구가 있는 경우, 회사는 그 청구가 부당함을 증명하여 이를 거부할 수 있는바, 주주의 열람·등사권 행사가 부당한 것인지 여부는 그 행사에 이르게 된 경위, 행사의 목적, 악의성 유무 등 제반 사정을 종합적으로 고려하여 판단하여야 할 것이고, 특히 주주의 이와 같은 열람·등사권의 행사가 회사업무의 운영 또는 주주 공동의 이익을 해치거나 주주가 회사의 경쟁자로서 그 취득한 정보를 경업에 이용할 우려가 있거나, 또는 회사에 지나치게 불리한 시기를 택하여 행사하는 경우 등에는 정당한 목적을 결하여 부당한 것이라고 보아야 한다[1].
- 상법 제391조의3제4항의 규정에 의한 이사회 의사록의 열망 등 허가사건은 비송사건절차법 제72조 제1항에 규정된 비송사건이므로 민사소송으로 상법 제391조의3 제4항에 의한 이사회 의사록의 열람 및 등사를 청구할 수 없다[2]

## 같이 보기
- 비송사건